# فرانك شو
فرانك شو (بالإنجليزية: Frank Shu) (و. 1943 – م) هو عالم فلك، وأستاذ جامعي من الولايات المتحدة الأمريكية. ولد في كونمينغ. كان عضوًا في الأكاديمية الوطنية للعلوم، والأكاديمية الأمريكية للفنون والعلوم.

## التعليم
تعلم في جامعة هارفارد، ومعهد ماساتشوست للتكنولوجيا.

## مناصب وهيئات
أدار جامعة كاليفورنيا، بركلي.

## جوائز
حصل على جوائز منها:
- وسام بروس (2009)
- جائزة شو (2009) [8]
- جائزة دانيال هاينمان للفيزياء الفلكية (2000)
- جائزة هلين ب. وارنر لعلم الفلك (1977)
- وسام مئوية هارفارد.